# Entführung der Yacht Tanit 2009
Die Entführung der Yacht Tanit 2009 fand vom 4. bis zum 9. April 2009 vor der Küste Somalias statt. Die Marine Nationale befreite die Besatzung.

## Geschehen
Mit der Tanit, einer 12 Meter langen Segelyacht, waren zwei französische Paare und ein dreijähriges Kind vor Somalia unterwegs. Die Yacht segelte von Sansibar kommend entlang der Küste von Tansania und ignorierte Warnungen, nicht durch den Golf von Aden und den Indischen Ozean vor Somalia zu segeln. Somalische Piraten brachten den französischen Segler mit seiner Besatzung am 4. April rund 900 Kilometer von der somalischen Küste entfernt in ihre Gewalt.
Unterhändler versuchten, den Piraten Lösegeld für eine Freilassung anzubieten, während laut CNN die Entführer drohten, die Geiseln nach und nach einzeln umzubringen. Die Piraten schienen sich mit dem Boot immer weiter vom Festland zu entfernen, was die Intervention der französischen Streitkräfte beschleunigte. Ein Boarding-Team der französischen Marine befreite die Geiseln am 9. April 2009. Bei der Militäraktion wurden der Vater des Kindes und zwei der Piraten getötet. Drei Seeräuber wurden festgenommen. Bei der Befreiungsaktion assistierte auch die deutsche Fregatte Mecklenburg-Vorpommern mit ihrem Hospital an Bord, die im Rahmen der EU NAVFOR Somalia – Operation Atalanta am Golf von Aden eingesetzt war.
Die gefangengenommenen Piraten wurden nach Frankreich gebracht und dort angeklagt. Sie wurden zu jeweils neun Jahren Gefängnis verurteilt. Die französische Staatsanwaltschaft hatte gegen die drei Piraten im Alter von 26 bis 31 Jahren Haftstrafen von zehn bis zwölf Jahren gefordert.

## Hintergrund
Vor der somalischen Küste wurde im Jahr vor der Entführung der Tanit das Segelkreuzfahrtschiff Le Ponant von somalischen Piraten entführt. Gemäß dem Einsatzplan „Piratmer“ wurde die Spezialeinheit der französischen Gendarmerie GIGN eingesetzt. Sie assistierte dem Reeder bei den Lösegeldverhandlungen, griff später vor Ort ein und nahm mehrere der Piraten mit einem Teil des Lösegelds gefangen.
Die Befreiung der Segelyacht Tanit wurde von einer Kommandoeinheit der französischen Marine durchgeführt.
Die Erfahrungen der von französischen Kräften ausgeführten Aktionen wurden als Hinweis gewertet, dass der Einsatz polizeilicher Anti-Terroreinheiten möglicherweise erfolgversprechender sei als der militärischer Einheiten.